# Scotty Wiseman
Scott Greene „Skyland Scotty“ Wiseman (* 8. November 1909 in Ingalls, North Carolina; † 31. Januar 1981 in Gainesville, Florida) war ein US-amerikanischer Country- und Old-Time-Musiker, der vor allem mit seiner Frau Lulu Belle als Lulu Belle and Scotty im Radio Berühmtheit erlangte.

## Leben
Scotty Wiseman hatte sein Debüt im Radio bereits 1927 bei WRVA in Richmond, Virginia. Seinen Beinamen „Skyland Scotty“ bekam er aufgrund seiner Heimat, den Carolinas, die auch als Land of the Sky bekannt waren. Vor seiner Heirat beschränkte sich sein Repertoire vor allem auf die traditionelle Old-Time Music der Appalachen. Seinen Gesang begleitete er auf dem Banjo oder auf der Gitarre.
Nachdem Wiseman 1929 bei WMMN in Fairmont, West Virginia, gearbeitet hatte und dort auch seinen Abschluss am Fairmont State College gemacht hatte, schloss er sich 1932 dem Cast des National Barn Dance aus Chicago an. Durch die Popularität und weitreichende Hörbarkeit der Show steigerte sich auch Wisemans Bekanntheit, was 1933 schließlich zu einem Plattenvertrag mit Bluebird Records führte. Im selben Jahr tat er sich mit Lulu Belle zusammen und heiratete sie wenig später. Bei Bluebird erschienen nur zwei Singles von Wiseman, der 1934 einen Vertrag mit der American Record Corporation (ARC) unterschrieb. Die erste Platte für sein neues Label erschien mit The Whippoorwill Song b/w Keep A Horse Shoe Hung Over The Door.
Noch im ersten Jahr mit ARC gelang Wiseman der erste Hit Homecomin' Time in Happy Valley. Weitere Hits folgten mit Lulu Belle, mit der er auch in anderen überregionalen Shows wie dem Boone County Jamboree oder der Grand Ole Opry auftrat. Vor allem über das Radio, dem erfolgreichsten Medium der Depression in den USA, erlangte das Duo Berühmtheit und bekam auch die Möglichkeit, in Filmen aufzutreten – angefangen 1938 mit Shine On Harvest Moon. Mit Lulu Belle schrieb Wiseman auch einen Klassiker der Country-Musik, der gleichzeitig auch einer der ersten Country-Songs werden sollte, die im Pop-Bereich Aufsehen erregten. Have I Told You Lately That I Love You wurde unter anderem von Gene Autry, Marty Robbins, Jim Reeves, Ricky Nelson, Elvis Presley, Eddie Cochran, Red Foley, Bing Crosby und vielen weiteren gecovert.
1958 zogen sich Wiseman und Lullu Belle aus dem Musikgeschäft zurück. Scotty Wiseman starb 1981 in Gainesville, Florida. 1971 war er in die Nashville Songwriters Hall of Fame aufgenommen worden.

## Diskografie
Alle Singles als „Skyland Scotty“.
| Jahr              | Titel                                                        | #       | Anmerkungen    |
| ----------------- | ------------------------------------------------------------ | ------- | -------------- |
| Bluebird Records  |                                                              |         |                |
| 1933              | Home Coming Time In Happy Valley / Great Granddad            | BB-5357 |                |
| 1933              | Two Little Frogs / Whippoorwill                              | BB-5906 |                |
| Conqueror Records |                                                              |         |                |
| 1934              | The Whippoorwill Song / Keep A Horse Shoe Hung Over The Door | 8305    |                |
| 1934              | Great Grandad / Gathering Up The Shells From The Seashore    | 8306    |                |
| 1934              | Sweet Kitty Clyde / The Scolding Wife                        | 8307    |                |
| 1934              | Home Comin' Time / Aunt Jemima’s Plaster                     | 8308    |                |
|                   | Darby’s Ram / They Fit And Fit And Fit                       | 8309    |                |
| KaHill Records    |                                                              |         |                |
| 1955              | Any Old Time / Company’s Comin‘                              | 1003    | mit Lulu Belle |